# Francisco Mascarenhas (cavaleiro tauromáquico)
D. Francisco Mascarenhas (Paço d'Arcos, Oeiras, 8 de fevereiro de 1927) é um cavaleiro tauromáquico português.
D. Francisco Mascarenhas pertence a uma família com origem na nobreza portuguesa do Antigo Regime, os Marqueses de Fronteira e os Condes da Torre, com uma impressionante devoção por cavalos e toiros. São quase uma dezena os Mascarenhas que se exibiram na arte de tourear a cavalo, ainda que — até à alternativa de D. Francisco — o tenham feito na condição de amadores: D. José Maria de Mascarenhas e seus filhos, D. José de Mascarenhas, D. Carlos, D. Alexandre, D. António e D. João; o filho de D. José, D. António; e o filho de D. Alexandre: D. Francisco. 
D. Francisco tinha apenas oito anos quando se estreou em público, na velha praça de toiros de Almeirim, em 1934, numa corrida dirigida, precisamente, pelo seu tio D. José de Mascarenhas, lidando nessa ocasião um novilho da Casa Prudêncio. 
Dois anos depois, em 1936, apresentava-se na Monumental do Campo Pequeno e, com mais um par de anos, aos 12, já cavalgava nos ruedos de Espanha. Debutou numa das mais castiças praças do país vizinho, a de El Puerto de Santa Maria, em 1937, num cartel incluía o seu pai, D. Alexandre Mascarenhas, e como espada o celebre Manolete, na sua última atuação como novilheiro. 
No pais vizinho seguir-se-iam exibições, entre outras praças, na Real Maestranza de Sevilha e em Las Ventas, Madrid, onde debutou a 6 de agosto de 1939. 
Na década de 1940 regressou a Portugal, tomando a alternativa de cavaleiro tauromáquico na Monumental do Campo Pequeno, a 29 de agosto de 1945, apadrinhado por mestre João Branco Núncio.
Atou ainda em França, nas antigas provincias ultramarinas portuguesas de Angola e Moçambique e no México.
Integrou em 16 de maio de 1954 o cartel inaugural do novo edifício da Praça de Toiros de Almeirim, que compartiu com Simão da Veiga Júnior, João Branco Núncio e Fernando Salgueiro, a cavalo; e Diamantino Viseu e Jaime Malaver, a pé; frente a um curro de toiros composto pelas ganadarias Pinto Barreiros, João de Assunção Coimbra e Andrade e Irmão. 
Devido ao estado agravado da sua miopia, decidiu retirar-se em 1956.
Voltaria apenas em ocasiões esporádicas, uma delas para conceder, na Moita, em 1958, a alternativa ao cavaleiro José Mestre Baptista, depois de a ter visto recusada, no Campo Pequeno. 
Embora afastado do toureio enquanto artista, continuou a ser uma presença assídua nas arenas, mantendo-se igualmente próximo de cavaleiros e matadores que procurariam os seus conselhos, reconhecendo a sua experiência como homem de cavalos e toiros. 
Em 2023 foi homenageado na Feira Nacional do Cavalo, pelo Município da Golegã, com o Prémio Carreira “Carlos Relvas”, numa altura em que era o mais antigo cavaleiro de alternativa vivo. 